# Araeopteron pictale
Araeopteron pictale là một loài bướm đêm trong họ Erebidae.